# Chrysler Airflow Concept
Der Chrysler Airflow Concept ist ein 2022 vorgestelltes Konzeptfahrzeug des US-amerikanischen Automobilherstellers Chrysler.

## Beschreibung
Chrysler stellte das Fahrzeug im Januar 2022 auf der Consumer Electronics Show vor. Eine optisch überarbeitete Version wurde im April 2022 mit dem Airflow Graphite Concept auf der New York International Auto Show vorgestellt. Eine Markteinführung eines darauf basierenden Serienfahrzeugs war zunächst für 2025 geplant, wurde dann aber zugunsten eines Serienmodells auf Basis des 2024 vorgestellten Konzeptfahrzeugs Halcyon verworfen.
Es ist ein Elektroauto. Angegeben sind Elektromotoren mit 300 kW Leistung. Es soll auf einer neuen Plattform (STLA-Medium) des Stellantis-Konzerns aufbauen.
Die Bezeichnung Airflow ist eine Reminiszenz an den Chrysler Airflow, der 1934 vorgestellt wurde.